# Biosférická rezervace Morningtonský poloostrov a Západní přístaviště
Biosférická rezervace Morningtonský poloostrov a Západní přístaviště je přírodní rezervace v australském státě Victoria, která se nachází na pevnině a v pobřežních vodách přiléhajících k Morningtonskému poloostrovu a zálivu známého jako Západní přístav.
Biosférická rezervace byla v roce 2016 UNESCO popsána jako:
Poloostrov Mornington a biosférická rezervace Západního přístavu zahrnuje celé hrabství Morningtonský poloostrov a části města Frankston, jakož i pobřežní oblasti obcí Casey, Cardinia a Bass Coast včetně Phillipu a Francouzských ostrovů. Západní přístav, který je také v evidenci Ramsar Site, se skládá z pobřežního náplavu s rozsáhlými a relativně nerušenými blaty se slanou bažinnou vegetací. Je považován za oblast mezinárodního významu pro krmení a noční život řady druhů letních bažantů, z nichž mnohé jsou uvedeny v rámci dvoustranných dohod o migrujících ptácích (s Čínou a Japonskem). Místo pravidelně osidluje více než 10 000 vodních živočichů a 10 000 kachen a labutí s bohatou bezobratlou faunou o počtu 1 380 druhů.

Biosférické rezervace byla založena v listopadu 2002.
Vedoucím orgánem je Nadace Biosférická rezervace Morningtonský poloostrov a Západní přístaviště, která se představuje pod názvem Západní přístavní biosférická rezervace.